# Carex soczavaeana
Carex soczavaeana är en halvgräsart som beskrevs av Boris Nikolaevich Gorodkov. Carex soczavaeana ingår i släktet starrar, och familjen halvgräs. Inga underarter finns listade i Catalogue of Life.